# Wahlwunder
Als Wahlwunder wird allgemein eine Wahl mit überraschendem Ergebnis bezeichnet.
Im Speziellen bezeichnet man als das deutsche Wahlwunder, nach der Parteienzersplitterung in der Weimarer Republik, als deren Folge sich auch die Stimmen auf viele Parteien verteilten, die Konzentration der Stimmen zu Beginn der Bundesrepublik Deutschland auf die großen Parteien und insbesondere die Wahlergebnisse der CDU/CSU bei den Bundestagswahlen 1953, als sie fast die absolute Mehrheit der Sitze erreichte, und 1957, als sie als erste Partei in Deutschland neben der absoluten Mandatsmehrheit im Bundestag sogar die absolute Mehrheit der Zweitstimmen erhielt. Zu dieser Konzentration kam es, obwohl weiterhin nach dem Verhältniswahlrecht gewählt wurde, auch wenn dieses durch eine Sperrklausel modifiziert war. Die Wahlerfolge der Union begründeten ihre Vorherrschaft in Deutschland. 
Grundlagen hierfür bildeten das Wirtschaftswunder und die außenpolitischen Erfolge von Konrad Adenauer, die Gründung der überkonfessionellen Volkspartei CDU statt verschiedener konservativer und christlicher Parteien, die Einführung einer Sperrklausel, die Zurückhaltung der Alliierten bei der Erteilung von Lizenzen für Parteien, die Lösung von Problemen sowie die Integration der Flüchtlinge. Ein Grund war aber auch die Vergabe von Wahlgeschenken, wie die Einführung der dynamischen Rente 1957, durch Adenauer.